# Чет-Нура
Чет-Нура (кирг. Чет-Нура) — высокогорное село в Нарынском районе Нарынской области Кыргызстана. Входит в состав Чет-Нуринского аильного округа.
Районный центр Нарын расположен северо-восточнее села.
Возникло в 1930 году.
Население в 2009 году составляло 765 человек
Местное население, в основном, занято в животноводстве.
В селе имеется профессионально-техническое училище, школа и библиотека.

## Известные уроженцы
- Ибраев, Эсенгул (1933—2005) — народный поэт Кыргызстана.